# Jeninek
Jeninek (niem. Alt Gennin) – wieś w Polsce położona w województwie lubuskim, w powiecie gorzowskim, w gminie Bogdaniec. Według danych z 2012 r. liczyła 46 mieszkańców. Miejscowość została założona w 1725 r. w ramach kolonizacji fryderycjańskiej – zagospodarowania tzw. łęgów warciańskich. Od 1945 r. leży w granicach Polski.
W latach 1975–1998 miejscowość należała administracyjnie do województwa gorzowskiego.

## Administracja
Miejscowość jest siedzibą sołectwa Jeninek.

## Nazwa
Genninsch-Warthebruch, (Alt-) Genninsche Holländer 1725; Alt Gennin 1785, 1822, 1944; Jeninek 1947.
9 grudnia 1947 r. ustalono urzędową polską nazwę miejscowości – Jeninek, określając drugi przypadek jako Jeninka, a przymiotnik – jeninecki.
Niemiecka nazwa Genninsch-Warthebruch pochodzi od rzeki Warty (Warthe + -bruch), z członem Genninsch od pobliskiej miejscowości Gennin (Jenin), w formie przymiotnika. Nazwa oboczna (Alt-) Genninsche Holländer wywodzi się od Holländer w znaczeniu holendry „rodzaj osady” oraz miejscowości Gennin wraz z członem odróżniającym alt „stary”.

## Położenie
Zgodnie z podziałem fizycznogeograficznym Polski według Kondrackiego teren, na którym położony jest Jeninek, należy do prowincji Niziny Środkowoeuropejskiej, podprowincji Pojezierza Południowobałtyckiego, makroregionu Pradolina Toruńsko-Eberswaldzka oraz w końcowej klasyfikacji do mezoregionu Kotlina Gorzowska.
Miejscowość leży 14 km na południowy zachód od Gorzowa Wielkopolskiego.

## Historia
- 1724–1725 – urząd domeny w Mironicach osadza na gruntach Jenina kolonistów z doliny Noteci, w ramach tzw. kolonizacji fryderycjańskiej; powstają w ten sposób kolonie Genninsch Warthebruch (Jeninek) i Unter Gennin (Podjenin). Osadnicy otrzymali w czasową dzierżawę od 15 mórg do 4 łanów ziemi; okres wolnizny ze względu na trudne warunki terenowe wynosił do 7 lat, zaś czynsz ok. 10 groszy od morgi. Głównym zajęciem olędów była hodowla[6].
- 1785 – z kolonii Genninsch Warthebruch wydzielono samodzielne gminy: Alt-Gennin (Jeninek), Ober-Gennin (Jeniniec) i Unter-Gennin (Podjenin).
- 1801 – kolonia liczy 99 mieszkańców i 16 domów; jest tu 18 gospodarstw olędrów i 4 komorników[7].
- 1871 – kolonia liczy 158 mieszkańców i 30 domów[8].

## Demografia
Ludność w ostatnich 3 stuleciach:

## Edukacja i nauka
Uczniowie uczęszczają do szkoły podstawowej w Jenińcu lub w Bogdańcu.

## Religia
Miejscowość przynależy do parafii rzymskokatolickiej św. Jana Chrzciciela w Bogdańcu.

## Ludzie związani z Jeninkiem
Gottfried Kiesow (ur. 7 sierpnia 1931 r. w Jeninku, zm. 7 listopada 2011 r. w Wiesbaden) – syn miejscowego pastora; profesor doktor habilitowany, działacz na rzecz odbudowy zabytków, m.in. założyciel i prezes zarządu Niemieckiej Fundacji Ochrony Zabytków (Deutsche Stiftung Denkmalschutz, obecnie największa inicjatywa społeczna w dziedzinie ochrony zabytków w Niemczech), współzałożyciel i wiceprezes Polsko-Niemieckiej Fundacji Ochrony Zabytków z siedzibą w Görlitz, powstałej w 2008 r.